# Anggia Shitta Awanda

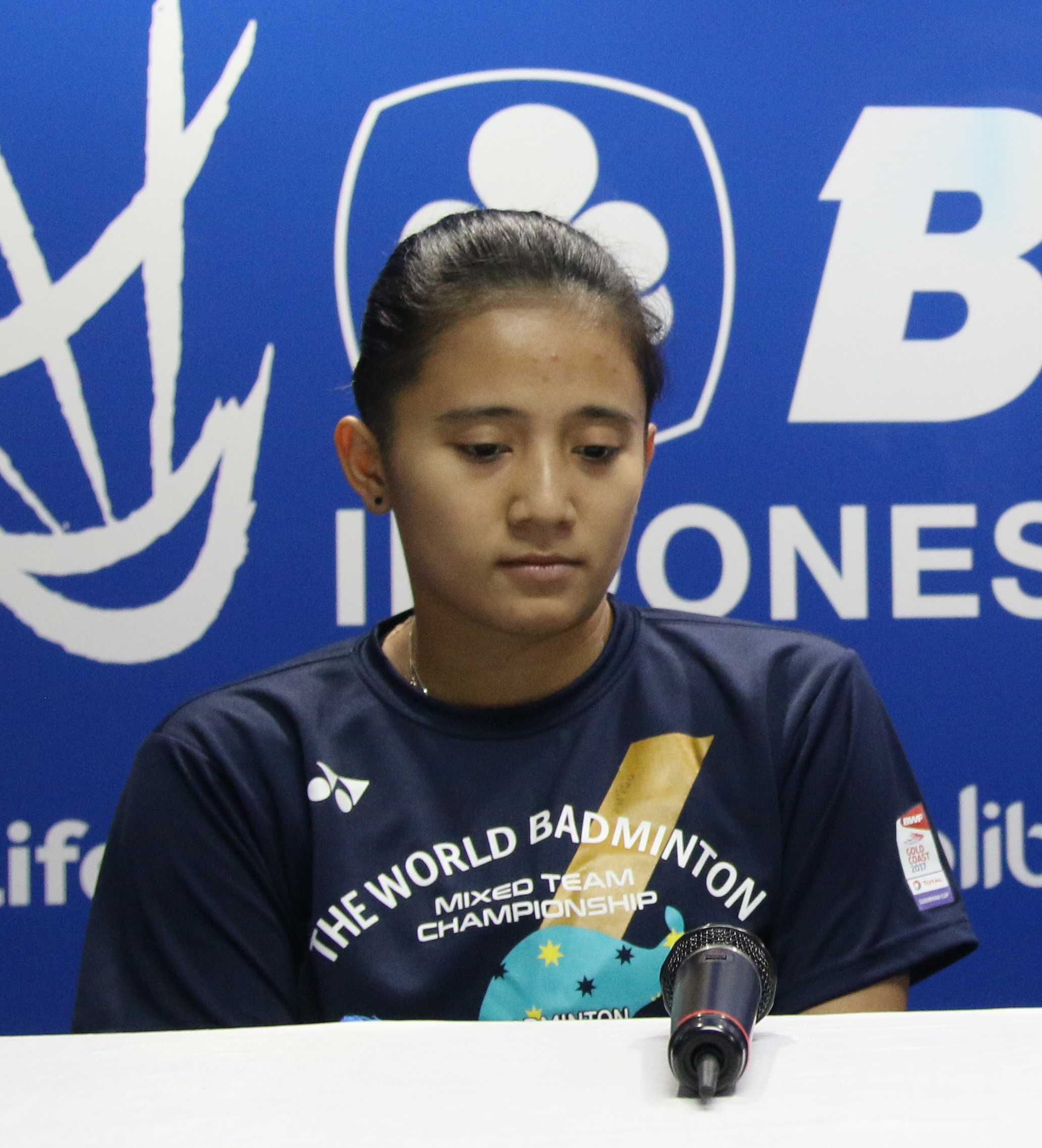
Anggia Shitta Awanda, 2017

Anggia Shitta Awanda (* 22. Mai 1994 in Bekasi) ist eine indonesische Badmintonspielerin.

## Karriere
Anggia Shitta Awanda gewann bei der Badminton-Juniorenweltmeisterschaft 2011 Silber im Damendoppel mit Shella Devi Aulia. Im Viertelfinale stand sie bei den Malaysia International 2011, den Indonesia International 2011, den Vietnam International 2012 und dem Indonesia Open Grand Prix Gold 2012. Mit ihrer Partnerin Pia Zebadiah gewann sie 2019 das Damendoppel bei den Indonesia International.

## Referenzen
- https://badmintonindonesia.org/app/profile/timnas.aspx?id=000000475

| Personendaten    | Personendaten                   |
| ---------------- | ------------------------------- |
| NAME             | Awanda, Anggia Shitta           |
| KURZBESCHREIBUNG | indonesische Badmintonspielerin |
| GEBURTSDATUM     | 22. Mai 1994                    |
| GEBURTSORT       | Bekasi                          |